# レオン・ゴレツカ
レオン・ゴレツカ（Leon Goretzka, 1995年2月6日 - ）は、ドイツ・ボーフム出身のサッカー選手。ドイツ代表。ブンデスリーガ・FCバイエルン・ミュンヘン所属。ポジションはミッドフィールダー（DM,CM）、ディフェンダー（CB）。

## 経歴

### ボーフム
VfLボーフムのユースチームを経て、2012年にトップチームに昇格した。

### シャルケ

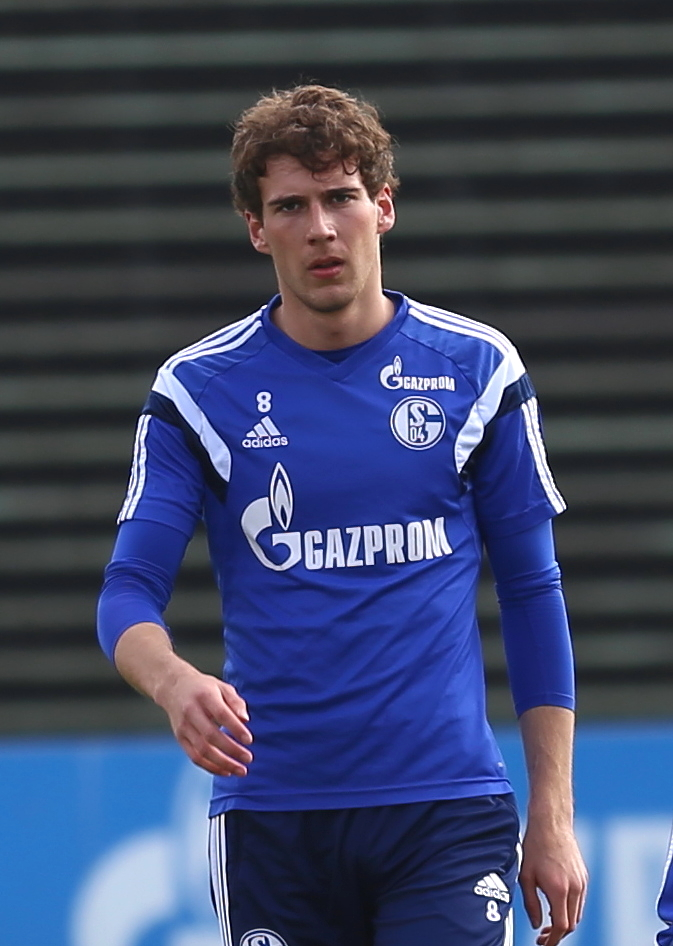
シャルケ04でのゴレツカ（2015年）

アーセナルFCやバイエルンが興味を示す中、2013年7月、シャルケ04へ移籍した。10月19日、第9節のアイントラハト・ブラウンシュヴァイク戦でブンデスリーガ1部での初ゴールを決めるなど、加入初年度は32試合に出場して5ゴールを記録(リーグ戦では25試合4ゴール)、同年中にA代表初出場を記録するなど好調なシーズンを送る。
翌シーズンは怪我のためわずか11試合の出場となるが、自身はその次の2015-16シーズンは34試合、16-17シーズンはキャリアハイの41試合に出場するなどポジションを獲得した。

### バイエルン

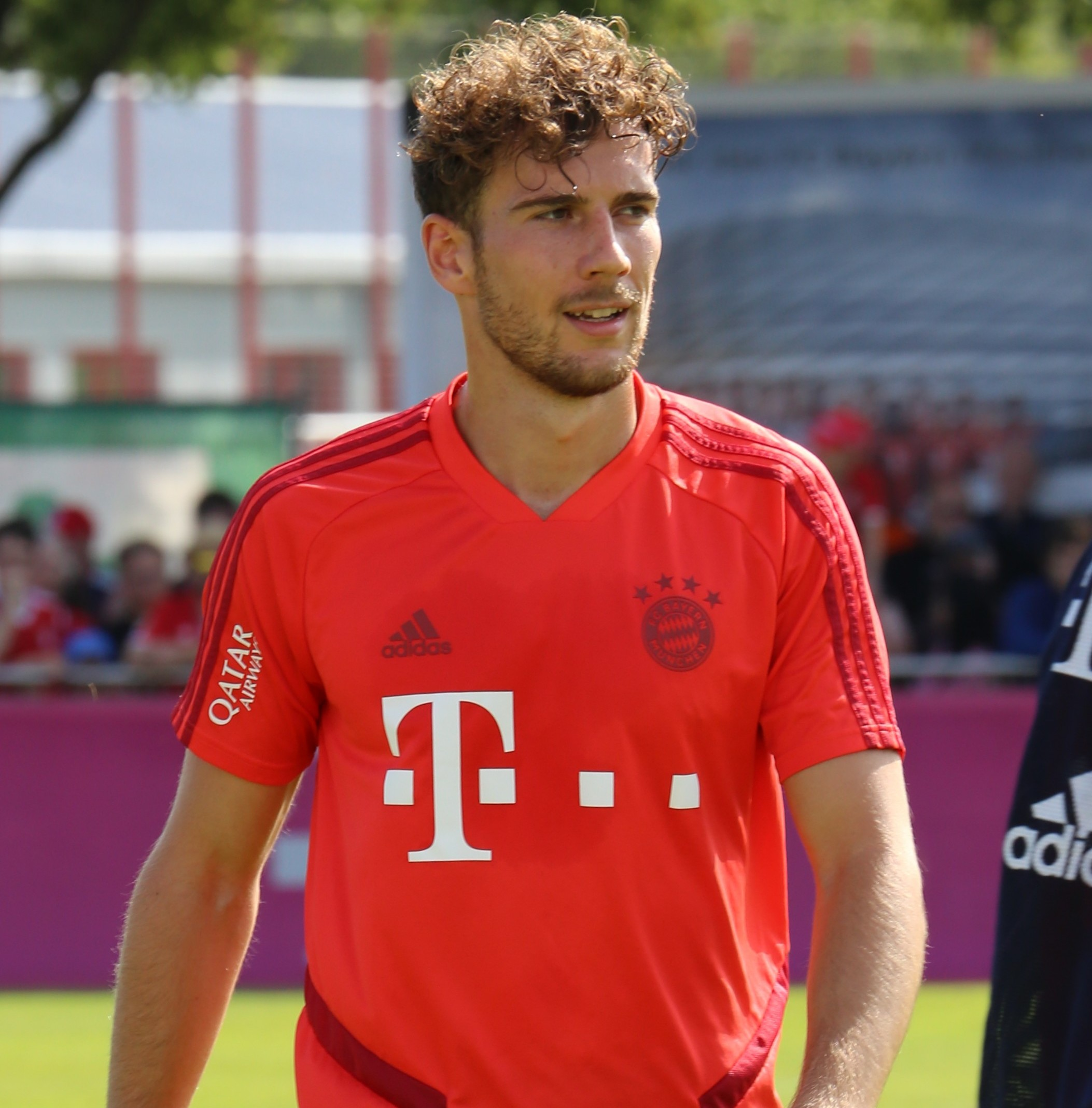
FCバイエルン・ミュンヘンでのゴレツカ（2019年）

2018年1月、FCバイエルン・ミュンヘンに新シーズンから加入することが発表された。シーズン途中で宿敵に移籍を発表、さらに移籍金は発生してないことからシャルケサポーターは激怒。リーグ19節のハノーファー96戦では移籍を非難する横断幕をかかげるほどで、遺恨が残るものだった。
2018-19シーズン、リーグ第2節のVfBシュトゥットガルト戦で移籍後初ゴールを決め、第18節のホッフェンハイム戦では初のリーグ戦2ゴールを決めるなど、リーグ戦では30試合8ゴール5アシストを決め、自身初のリーグ優勝を果たした。
2019-20シーズン、負傷で出遅れたものの、古巣シャルケ戦ではジャンピングボレーでゴールを決め、更にトーマス・ミュラーの通算100ゴールをアシストするなど、リーグ戦では24試合で6ゴール9アシストを決め優勝に貢献、UEFAチャンピオンズリーグ決勝のパリ・サンジェルマン戦でも先発フル出場して優勝を果たした。
2020-21シーズン、2020 UEFAスーパーカップのセヴィージャ戦では先制ゴールを挙げて優勝に貢献した。3月6日のデア・クラシカーでは決勝点を決めて勝利に貢献した。
2021－22シーズンからハビ・マルティネス退団に伴い、背番号を8番に変更。2021年9月16日には2026年までの契約に合意した。
2024-25シーズン、当初夏の移籍市場では放出候補となっており、シーズンが始まってからもベンチ外が続いたが、負傷者が相次いだこともあり、出場機会を得るとハイパフォーマンスを披露し、主力としてプレーしてチームのブンデスリーガ優勝に貢献した。

## 代表経歴
2014年5月13日に行われたポーランド代表との親善試合でドイツ代表初出場を果たした。
2017年5月、ロシアで開催されるFIFAコンフェデレーションズカップ2017の代表メンバーに選出された。初戦のオーストラリア戦で代表初得点を挙げた。
2018年ロシアで開催されたワールドカップではグループリーグ、第3戦の韓国戦に出場したが、敗れ決勝トーナメントには進めなかった。
2021年6月のUEFA EURO 2020では、敗れれば大会敗退が決まるグループステージ第3節のハンガリー戦で1-2から同点とするゴールを決め、決勝トーナメント進出の立役者となった。
EURO2024には選ばれなかったが、2024-25シーズンの活躍が認められて、2025年3月に代表に復帰し、UEFAネーションズリーグのイタリアとの準々決勝ファーストレグではキミッヒのアシストから逆転弾を決めてチームの勝利に貢献した。

## 個人成績

### クラブ
2023-24シーズン終了時点
| クラブ                   | シーズン     | リーグ戦          | リーグ戦 | リーグ戦 | DFBポカール | DFBポカール | 国際大会 | 国際大会 | その他 | その他 | 合計 | 合計 |
| クラブ                   | シーズン     | ディビジョン      | 出場     | 得点     | 出場        | 得点        | 出場     | 得点     | 出場   | 得点   | 出場 | 得点 |
| ------------------------ | ------------ | ----------------- | -------- | -------- | ----------- | ----------- | -------- | -------- | ------ | ------ | ---- | ---- |
| VfLボーフム              | 2012-13      | 2. ブンデスリーガ | 32       | 4        | 4           | 0           | -        | -        | -      | -      | 36   | 4    |
| シャルケ04               | 2013-14      | ブンデスリーガ    | 25       | 4        | 2           | 1           | 5        | 0        | -      | -      | 32   | 5    |
| シャルケ04               | 2014-15      | ブンデスリーガ    | 10       | 0        | 0           | 0           | 1        | 0        | -      | -      | 11   | 0    |
| シャルケ04               | 2015-16      | ブンデスリーガ    | 25       | 1        | 2           | 1           | 7        | 0        | -      | -      | 34   | 2    |
| シャルケ04               | 2016-17      | ブンデスリーガ    | 30       | 5        | 2           | 0           | 9        | 3        | -      | -      | 41   | 8    |
| シャルケ04               | 2017-18      | ブンデスリーガ    | 26       | 4        | 3           | 0           | -        | -        | -      | -      | 29   | 4    |
| シャルケ04               | 通算         | 通算              | 116      | 14       | 9           | 2           | 22       | 3        | -      | -      | 147  | 19   |
| シャルケ04 II            | 2014-15      | レギオナルリーガ  | 1        | 0        | -           | -           | -        | -        | -      | -      | 1    | 0    |
| FCバイエルン・ミュンヘン | 2018-19      | ブンデスリーガ    | 30       | 8        | 5           | 1           | 6        | 0        | 1      | 0      | 42   | 9    |
| FCバイエルン・ミュンヘン | 2019-20      | ブンデスリーガ    | 24       | 6        | 5           | 1           | 8        | 1        | 1      | 0      | 38   | 8    |
| FCバイエルン・ミュンヘン | 2020-21      | ブンデスリーガ    | 24       | 5        | 0           | 0           | 7        | 2        | 1      | 1      | 32   | 8    |
| FCバイエルン・ミュンヘン | 2021-22      | ブンデスリーガ    | 19       | 3        | 1           | 0           | 6        | 0        | 1      | 0      | 27   | 3    |
| FCバイエルン・ミュンヘン | 2022-23      | ブンデスリーガ    | 27       | 3        | 4           | 1           | 9        | 2        | 0      | 0      | 40   | 6    |
| FCバイエルン・ミュンヘン | 2023-24      | ブンデスリーガ    | 30       | 6        | 1           | 0           | 10       | 0        | 1      | 0      | 42   | 6    |
| FCバイエルン・ミュンヘン | 通算         | 通算              | 154      | 31       | 16          | 3           | 46       | 5        | 5      | 1      | 221  | 40   |
| キャリア通算             | キャリア通算 | キャリア通算      | 271      | 45       | 25          | 5           | 58       | 8        | 5      | 1      | 369  | 59   |

## 代表歴

### 出場大会
- U-17ドイツ代表

2012年 - UEFA U-17欧州選手権2012（準優勝）
- U-23ドイツ代表

2016年 - リオデジャネイロオリンピック（銀メダル）
- ドイツ代表

2017年 - FIFAコンフェデレーションズカップ2017（優勝）
2018年 - 2018 FIFAワールドカップ（グループステージ敗退）
2021年 - UEFA EURO 2020（ベスト16）
2022年 - 2022 FIFAワールドカップ（グループステージ敗退）

### 試合数
2023年11月21日現在
- 国際Aマッチ 57試合 14得点 (2014年 - )[25]

| ドイツ代表 | 国際Aマッチ | 国際Aマッチ |
| 年         | 出場        | 得点        |
| ---------- | ----------- | ----------- |
| 2014       | 1           | 0           |
| 2015       | 0           | 0           |
| 2016       | 2           | 0           |
| 2017       | 9           | 6           |
| 2018       | 7           | 0           |
| 2019       | 6           | 5           |
| 2020       | 4           | 1           |
| 2021       | 12          | 2           |
| 2022       | 7           | 0           |
| 2023       | 9           | 0           |
| 通算       | 57          | 14          |

### 得点
| #   | 開催日         | 開催地                                                           | 対戦国           | スコア | 結果 | 大会                                    |
| --- | -------------- | ---------------------------------------------------------------- | ---------------- | ------ | ---- | --------------------------------------- |
| 1   | 2017年6月19日  | ソチ、オリンピックスタジアム                                     | オーストラリア   | 1–3    | 2–3  | FIFAコンフェデレーションズカップ2017    |
| 2   | 2017年6月29日  | カザン、カザン・アリーナ                                         | メキシコ         | 1–0    | 4–1  | FIFAコンフェデレーションズカップ2017    |
| 3   | 2017年6月29日  | カザン、カザン・アリーナ                                         | メキシコ         | 2–0    | 4–1  | FIFAコンフェデレーションズカップ2017    |
| 4   | 2017年9月4日   | シュツットガルト、メルセデス・ベンツ・アレーナ                   | ノルウェー       | 5–0    | 6–0  | 2018 FIFAワールドカップ・ヨーロッパ予選 |
| 5   | 2017年10月8日  | カイザースラウテルン、フリッツ・ヴァルター・シュタディオン       | アゼルバイジャン | 1–0    | 5–1  | 2018 FIFAワールドカップ・ヨーロッパ予選 |
| 6   | 2017年10月8日  | カイザースラウテルン、フリッツ・ヴァルター・シュタディオン       | アゼルバイジャン | 4–1    | 5–1  | 2018 FIFAワールドカップ・ヨーロッパ予選 |
| 7.  | 2019年3月20日  | ヴォルフスブルク、フォルクスワーゲン・アレーナ                   | セルビア         | 1-1    | 1-1  | 親善試合                                |
| 8.  | 2019年6月11日  | マインツ、コファス・アレーナ                                     | エストニア       | 3-0    | 8-0  | UEFA EURO 2020予選                      |
| 9.  | 2019年11月16日 | メンヒェングラートバッハ、シュタディオン・イム・ボルシア・パルク | ベラルーシ       | 2-0    | 4-0  | UEFA EURO 2020予選                      |
| 11. | 2019年11月19日 | フランクフルト、ヴァルトシュタディオン                           | 北アイルランド   | 2–1    | 6–1  | UEFA EURO 2020予選                      |
| 12  | 2019年11月19日 | フランクフルト、ヴァルトシュタディオン                           | 北アイルランド   | 4–1    | 6–1  | UEFA EURO 2020予選                      |
| 13  | 2021年3月25日  | デュースブルク、MSVアレーナ                                      | アイスランド     | 1–0    | 3–0  | 2022 FIFAワールドカップ・ヨーロッパ予選 |
| 14  | 2021年6月23日  | ミュンヘン、アリアンツ・アレーナ                                 | ハンガリー       | 2–2    | 2–2  | UEFA EURO 2020                          |

## タイトル

### クラブ
FCバイエルン・ミュンヘン
- ブンデスリーガ：5回（2018-19, 2019-20, 2020-21, 2021-22,2022-23）
- DFLスーパーカップ：1回（2018）
- DFBポカール：2回（2018-19, 2019-20）
- UEFAチャンピオンズリーグ：1回（2019-20）
- UEFAスーパーカップ：1回（2020）

### 代表
- FIFAコンフェデレーションズカップ：2017

### 個人
- FIFAコンフェデレーションズカップ・ブロンズボール（2017年）
- FIFAコンフェデレーションズカップ・シルバーシューズ（2017年）
- UEFAチャンピオンズリーグ 年間ベストチーム(スカッドオブザシーズン) 2019-20